# ルイス・アークエット
ルイス・アークエット（Lewis Arquette、1935年12月14日 - 2001年2月10日）は、アメリカ合衆国の俳優である。

## 出演作品
- リトル★ニッキー
- ドッグ・ショウ!
- トワイライト 葬られた過去
- オールモスト・ヒーローズ/進め!メリカ横断冒険野郎
- SPAWN スポーン The Animated Series
- スリープウォーカー
- ウェスティング・ゲーム
- スクリーム2（ハートリー本部長）
- マーダー・ワン シーズン2
- リアル・ブラッド
- トゥモロー・ネバー・デッド/007は殺しの暗号
- ワイルド・サイド
- アル・フランケンはMr.ヘルプマン
- スリープ・ウィズ・ミー
- ダーティ・ブラッド
- ダリル・ハンナの ジャイアント・ウーマン
- ニューヨーク恋泥棒
- バーバリアン刑事
- ハイスクール・ドリーム
- メタルアマゾネス
- BOOK of LOVE/あの日の恋（ミスター・マロイ）
- シンジェノア
- タイムマシーンにお願い シーズン1
- デッドフォール（ワイラー）
- デビルジャンク
- 大混乱
- ビッグ・ビジネス
- 女ざかり/ホリーとサンディ
- ブラック・テロ兇行/ニューヨークが震えた日
- アメリカ発 珍作映画情報
- チャイナ・シンドローム（ハッチャー）
- ダラスの長い日/ケネディ大統領暗殺事件